# Grevelingenmeer
Het Grevelingenmeer of (de) Grevelingen is een zoutwatermeer op de grens van de Nederlandse provincies Zuid-Holland en Zeeland, tussen de eilanden Goeree-Overflakkee en Schouwen-Duiveland. De diepte is het grootst bij Scharendijke: 44 meter.
Tot aan de afdamming in de jaren zestig en zeventig in het kader van de Deltawerken was het een zeearm van de Noordzee: het Brouwershavense Gat.

## Geschiedenis
Met de Deltawerken werd de zeearm afgesloten door de Grevelingendam (1965) en de Brouwersdam (1971) en ontstond het grootste zoutwatermeer van West-Europa. Aanvankelijk was het de bedoeling, om er een zoetwatermeer van te maken door inlaat van Rijnwater, maar dat was in de jaren 1970 zo vervuild, dat ervan werd afgezien.
Het Grevelingenmeer is vooral in gebruik als recreatieplas en voor watersport. Daarnaast is er nog wat visserij en oesterkwekerij overgebleven. Het zoutgehalte van het meer wordt sinds 1978 op peil gehouden door de Brouwerssluis, een doorlaatsluis in de Brouwersdam, waarmee zeewater ingelaten wordt. 
Een gebied met een oppervlakte van 13.872 ha is aangemerkt als beschermd Natura 2000-gebied.

## Slikken en platen
Langs het Grevelingenmeer liggen slikken, droogvallende platen:
- Slikken van Flakkee
- Slikken van Bommenede

In het Grevelingenmeer ligt een aantal eilanden (voormalige zandplaten):
- Archipel
- Dwars in de Weg
- Hompelvoet
- Kabbelaarsbank (verbonden met de Brouwersdam)
- Kabeljauwplaat
- Markenje
- Mosselbank
- Ossehoek
- Stampersplaat
- Veermansplaat

## Toekomstvisies getij en zoutgehalte
Met de afsluiting van de zeearm verdween het getij uit het gebied en werd het waterpeil vrij stabiel. Daardoor ontstonden her en der zuurstofarme gebieden en vrijwel dode bodems met vooral anaerobe bacteriën. Ook draagt het vaste peil bij aan de afkalving van de slikken en platen.
Een ander probleem is de verzilting van de omliggende gebieden, mede door de zeespiegelstijging.
Er zijn twee tegengestelde visies:
- Getijherstel door zeewater in te laten
- Gebruik als spaarbekken voor zoetwater.

### Project getijherstel
Om de waterkwaliteit en de ecologie te verbeteren willen Rijk en regio beperkt getij terugbrengen met een afsluitbare doorlaat in de Brouwersdam. De eerste plannen hiervoor zijn ontstaan in 2008. In 2018 stelden de ministeries van IenW en LNV 75 miljoen euro beschikbaar, wat samen met bestaande budgetten van Rijk en regio voldoende zou zijn. In de jaren daarna is het plan uitgewerkt en in 2023 bracht een stuurgroep aanvullend advies uit over nut en noodzaak van herstel van het getij. In 2025 was nog geen beslissing gevallen over de doorgang van het project.

### Zoetwaterbekken
Het nationaal Deltaprogramma stelt in het Deltaplan Zoetwater voor om van het Grevelingenmeer een zoetwaterbekken te maken. Verdroging van de bodem en verzilting van bodem en grondwater zijn problemen in Zeeland, die maar gedeeltelijk verholpen worden door regen, zoet water uit het Zoommeer van het Volkerak, de landbouwwaterleiding naar Zuid-Beveland en de zoete afstroming vanuit België in Zeeuws-Vlaanderen. Ook technische maatregelen, zoals druppelbevloeiing, berging van regenwater en ontziltingsinstallaties bieden niet voldoende soelaas.

## Recreatie
Recreatie in en om het Grevelingenmeer:
- Bij de Brouwersdam wordt veel aan windsurfen gedaan. Het binnenwater is rustiger dan de Noordzee, terwijl er vrijwel net zoveel wind staat.
- Er wordt aan duiken gedaan, vooral bij Scharendijke en Den Osse. Het oostelijk deel van de Grevelingen is daarvoor minder geschikt vanwege de geringe diepte.
- Bij Port Zélande op de Brouwersdam is een jachthaven met meer dan achthonderd ligplaatsen.[8]
- Het haventje van Battenoord is onder andere populair bij kajakvaarders, omdat het een geschikte plek is om het varen op open zee te oefenen.
- Verder zijn er havens bij onder andere Herkingen, Scharendijke, Ouddorp, Brouwershaven en Bruinisse.

## Galerij

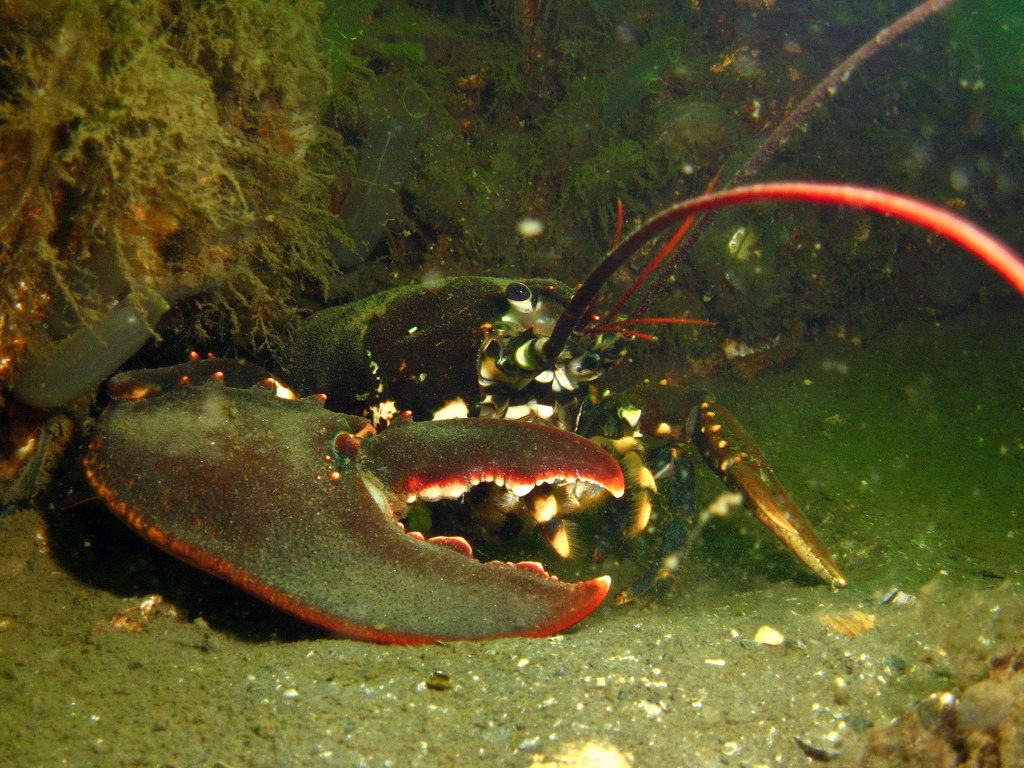
Kreeft in het Grevelingenmeer, 2009
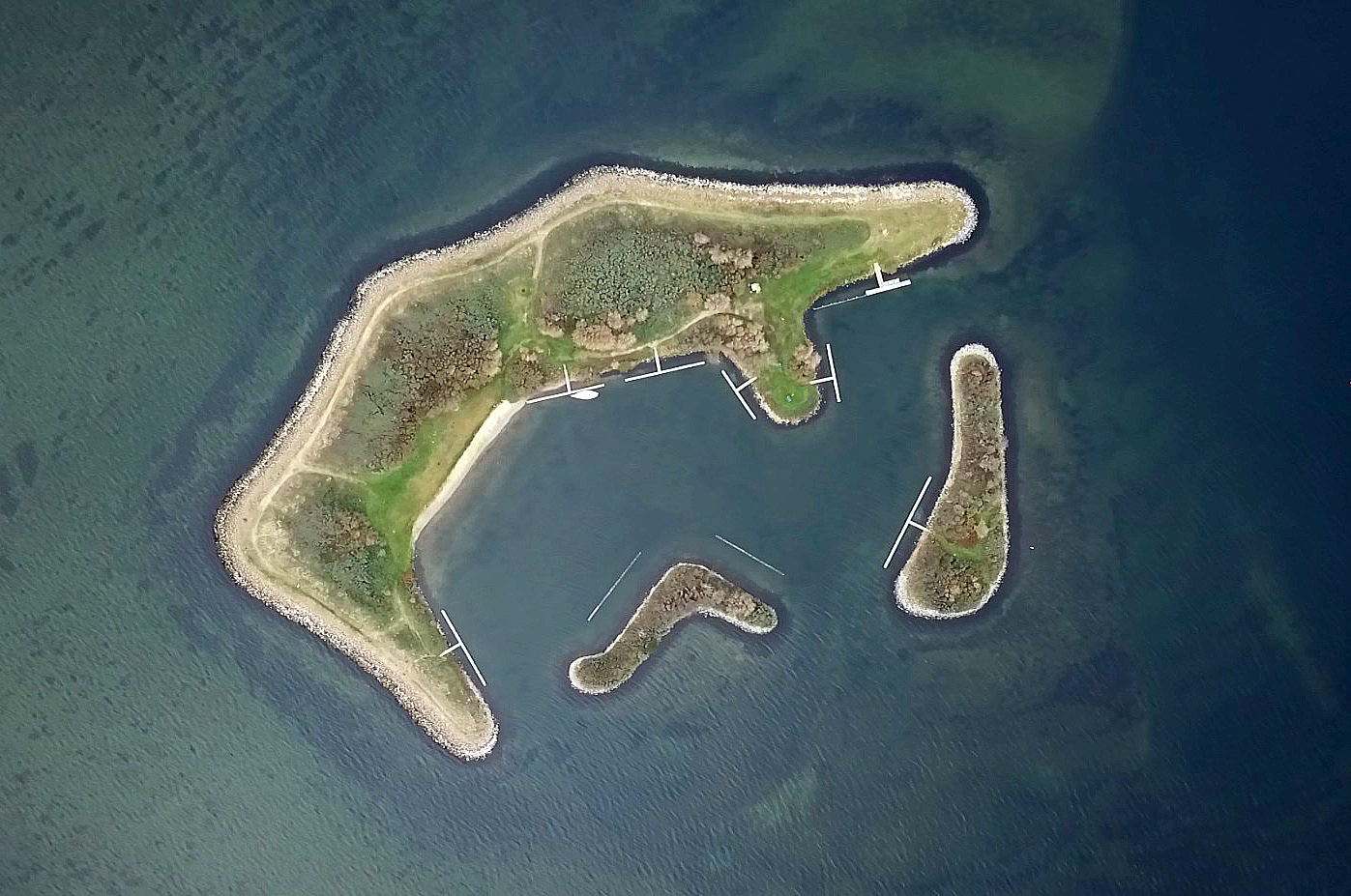
Watersporteiland Archipel, 2017
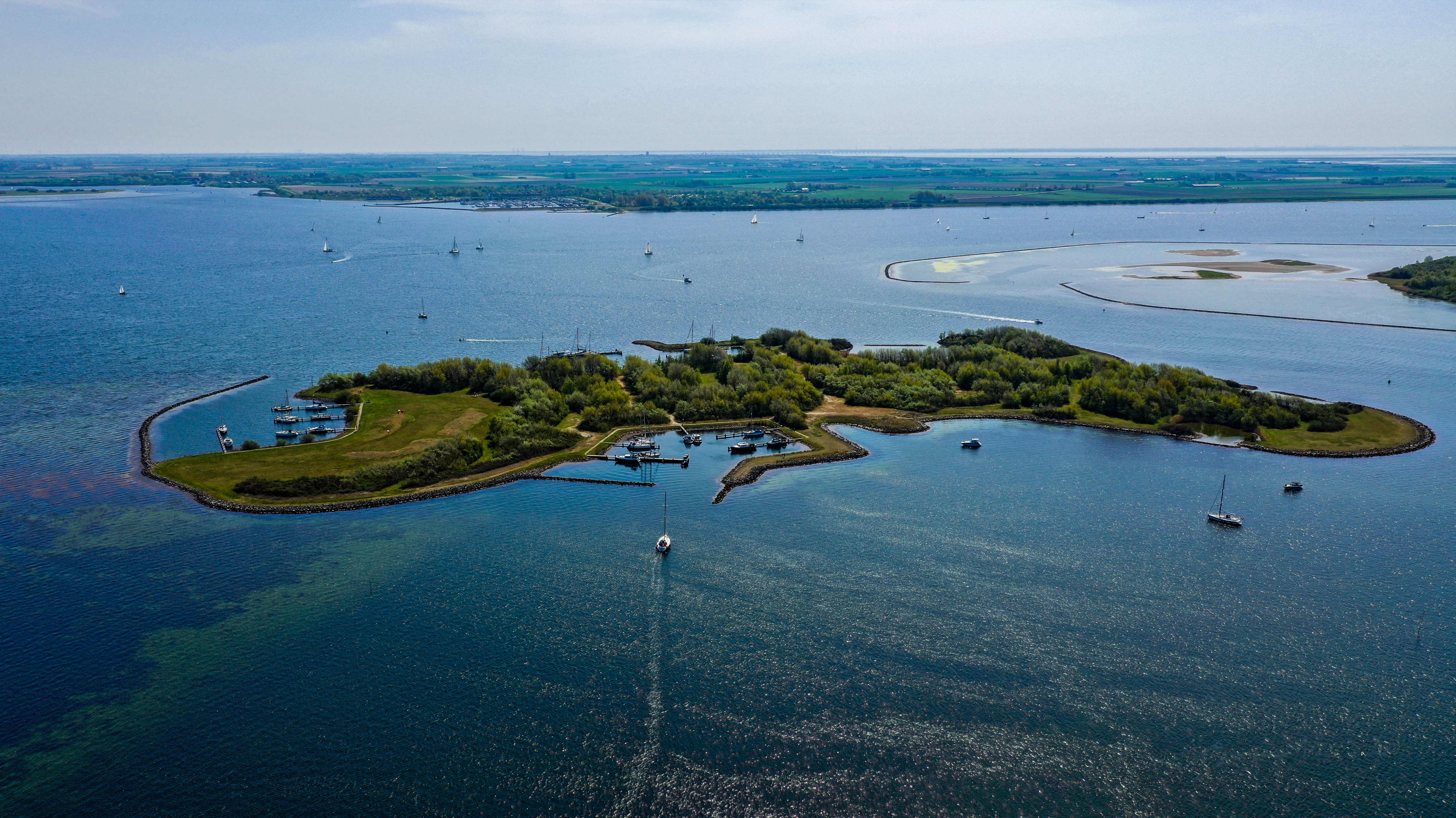
Ossehoek, bij de Kabbelaarsbank en Port Zélande